# 莫吉利奇涅
莫希利奇内（烏克蘭語：Могильчине）是烏克蘭東北部的舊村，曾經由蘇梅州的布倫區負責管轄，該城鎮分別距離沃茲涅先卡2公里和布里基3.5公里。